# 渡辺和三
渡辺 和三（わたなべ かずみ、1947年10月30日 - 1996年8月2日）は、神奈川県出身のクレー射撃選手。1992年バルセロナオリンピッククレー射撃トラップ銀メダリスト。

## 略歴
1980年モスクワオリンピックの日本選手団に選考されるも、アフガニスタン紛争 (1978年-1989年)の影響により、日本が大会不参加を決めた事で不出場に終わる。
続く1984年ロサンゼルスオリンピックでは、クレー射撃トラップにて総合11位。1988年ソウルオリンピッククレー射撃トラップでは総合6位と着実に順位を伸ばしていった。
自身3度目の五輪参加となる1992年バルセロナオリンピック、8月2日のスペイン・モリェト五輪射撃場でのトラップ決勝ラウンドにて、渡辺は20歳年下のチェコスロバキア（当時）のペトル・フルドゥリチカと共に同点1位となり、サドンデスのシュートオフに進出したが、2番射台にて左に切れたクレーを失中した事でフルドゥリチカに敗れ、銀メダルとなった。この時の使用銃は日本製のミロク・5000T。敗れたものの、渡辺はアジア人男性史上初のクレー射撃でのメダル獲得の快挙に、愛銃を手にガッツポーズで喜びを表した。
44歳でのメダル獲得はバルセロナオリンピック日本選手団での最高齢記録。渡辺の活躍は、2012年現在まで日本人がオリンピックのクレー射撃でメダルを獲得した唯一の事績となっている。
1996年8月2日、多発性骨髄腫のため死去。アトランタオリンピックの開催期間中であり、バルセロナで銀メダルを獲得した日が命日となった。現在、神奈川県立伊勢原射撃場に渡辺の生前の功績を記した記念碑が残されている。